# Saint Sébastien appuyé contre la colonne
Saint Sébastien appuyé contre la colonne est une gravure sur cuivre au burin datée vers 1498-1499 de l'artiste de la Renaissance allemande Albrecht Dürer (1471-1528), qui fait partie de sa série des Vies des Saints.

## Description et analyse
Dürer voulait que l'œuvre représente à la fois une vision idéalisée de la beauté du XVe siècle et un hommage à la sculpture classique. Selon la légende, saint Sébastien a été martyrisé par l'empereur romain Dioclétien pour sa foi chrétienne. Au XVIe siècle, les artistes utilisent les histoires chrétiennes comme excuse pour représenter le corps nu humaniste. Les quatre flèches perçant le corps de Sebastien représentent une blessure symbolique d'un corps sans défaut. La pose du saint fait écho à la Crucifixion ; comme Jésus-Christ, on dit que Saint Sébastien est ressuscité des morts, mais dans son cas, pour punir ceux qui ont persécuté les chrétiens pour leurs croyances.

## Style
La gravure est un exemple précoce de l'utilisation du contrapposto dans l'art occidental et l'une des premières représentations de l'équilibre harmonique entre des forces opposées (en l'occurrence entre les flèches et la chair). Dürer a connu ces concepts lors de ses voyages dans l'Italie du Nord, où il a également trouvé l'inspiration pour le contraste harmonique qu'il rend entre la jambe engagée du saint et sa jambe libre.

## Analyse
Lorsqu'il grave son Saint Sébastien, Dürer a de toute évidence à l'esprit le Saint Sébastien de Martin Schongauer (vers 1480), qui connut une grande fortune auprès des graveurs de son temps et fut copié par Israhel van Meckenem et Wenzel von Olmütz. Les similitudes sont perceptibles dans la silhouette gracile du martyr et dans le traitement de ses boucles de cheveux. Dürer s'inspire également d'Andrea Mantegna qui consacra trois panneaux au saint. Comme chez Mantegna, le saint Sébastien de Dürer n'est pas attaché à un arbre, mais à une colonne. Tandis que le saint de Schongauer est empli de souffrance, celui de Dürer, comme ceux de Mantegna, semble résigné et apaisé. Son corps gagne en volume et en matérialité. L'évocation des ruines au pied de la colonne rappelle aussi les tableaux de Mantegna conservés au musée du Louvre à Paris et au Musée d'Histoire de l'art de Vienne. Il n'est pas certain que Dürer ait eu une connaissance directe de ces peintures. La manière de Mantegna fut en revanche largement diffusée par la gravure et Dürer a probablement eu accès à des feuilles comme celle attribuée par Suzanne Boorsch au graveur anonyme de l'entourage de Mantegna qu'elle dénomme « Premier Graveur » et qui se rapproche plus particulièrement du panneau de Mantegna exposé à la Ca' d'Oro à Venise.

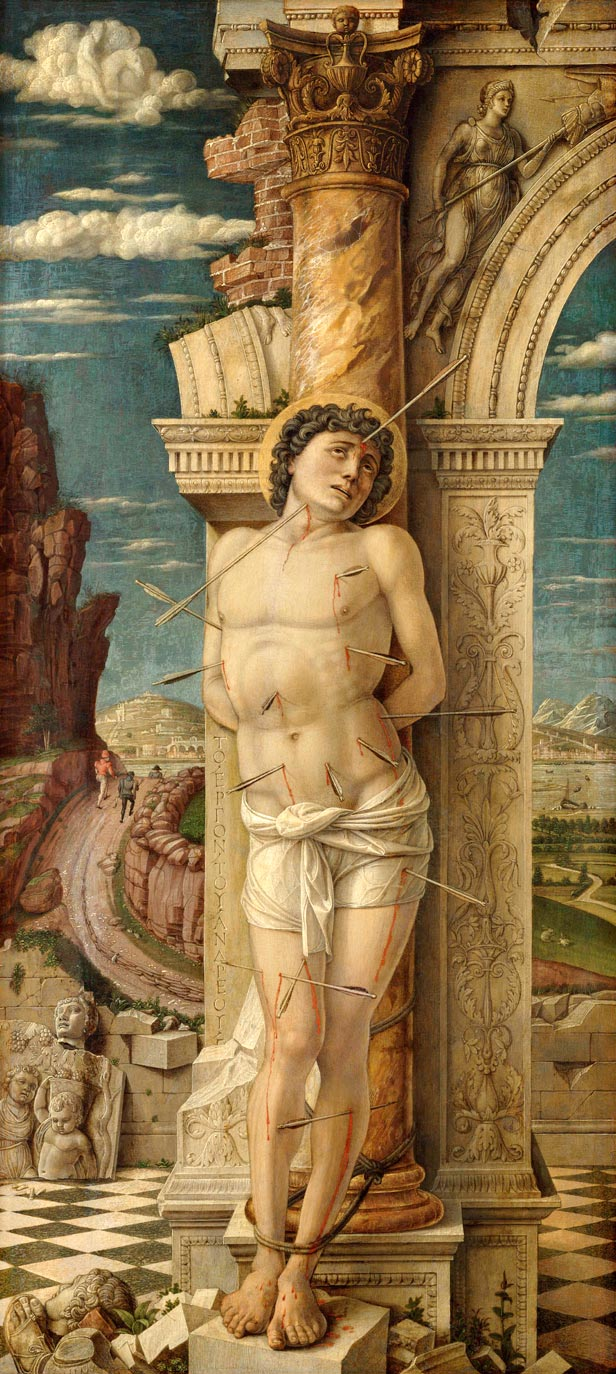
Andrea Mantegna, Saint Sébastien de Vienne (1456-1459), panneau, 68 × 30 cm. Vienne, Kunsthistorisches Museum.
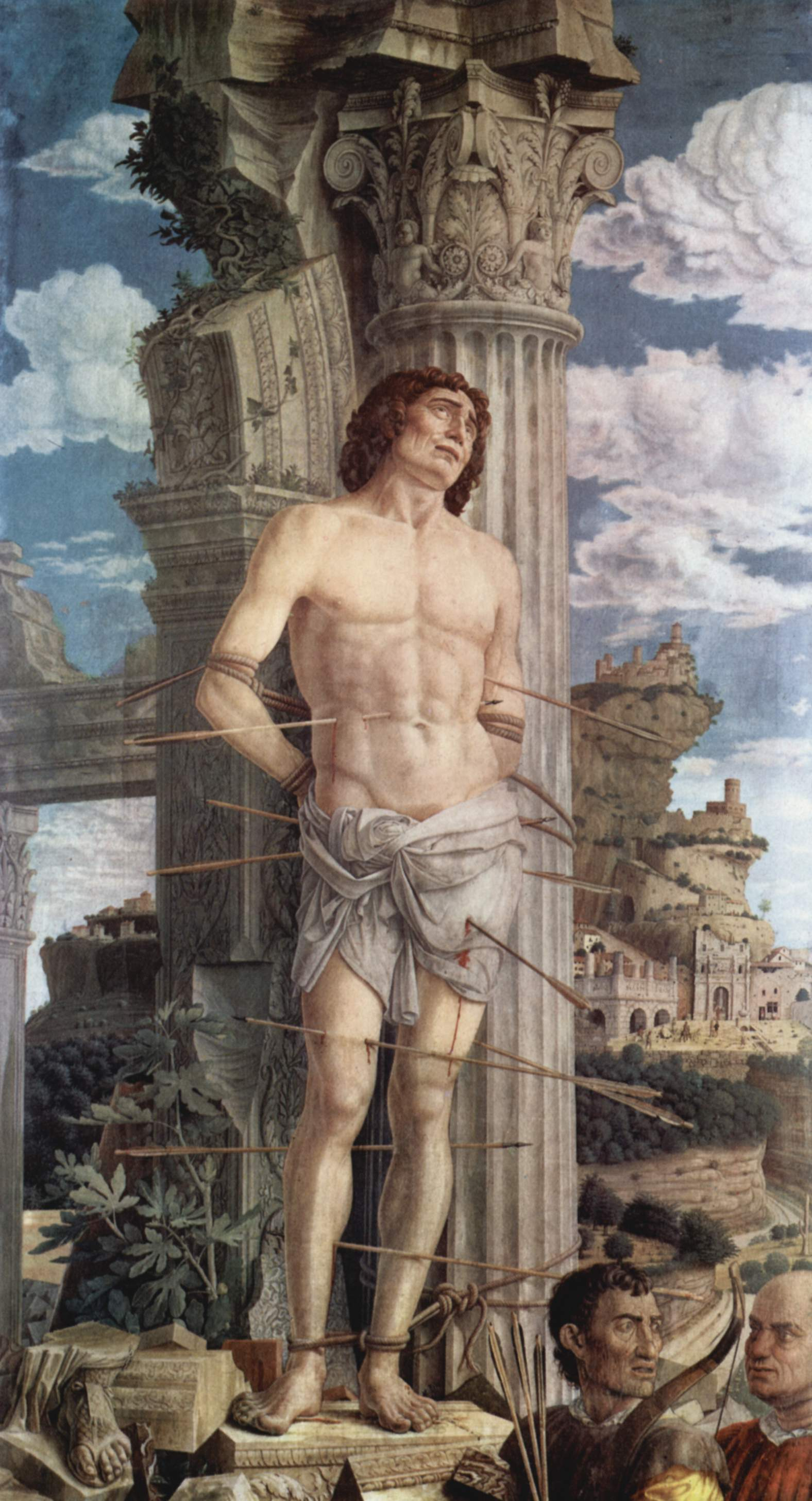
Andrea Mantegna, Saint Sébastien d'Aigueperse (1480), toile, 255 × 140 cm. Paris, musée du Louvre.
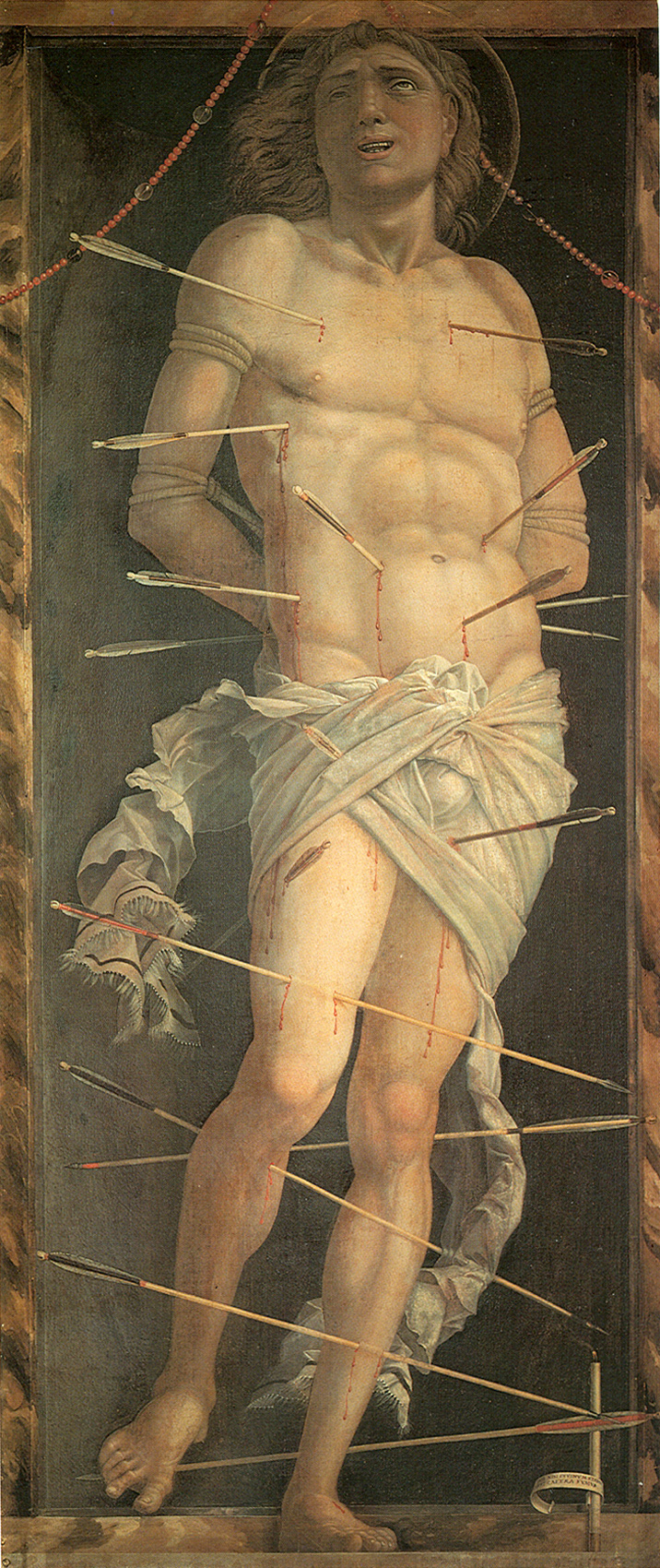
Andrea Mantegna, Saint Sébastien de Venise (1490), panneau, 68 × 30 cm. Venise, Ca' d'Oro.
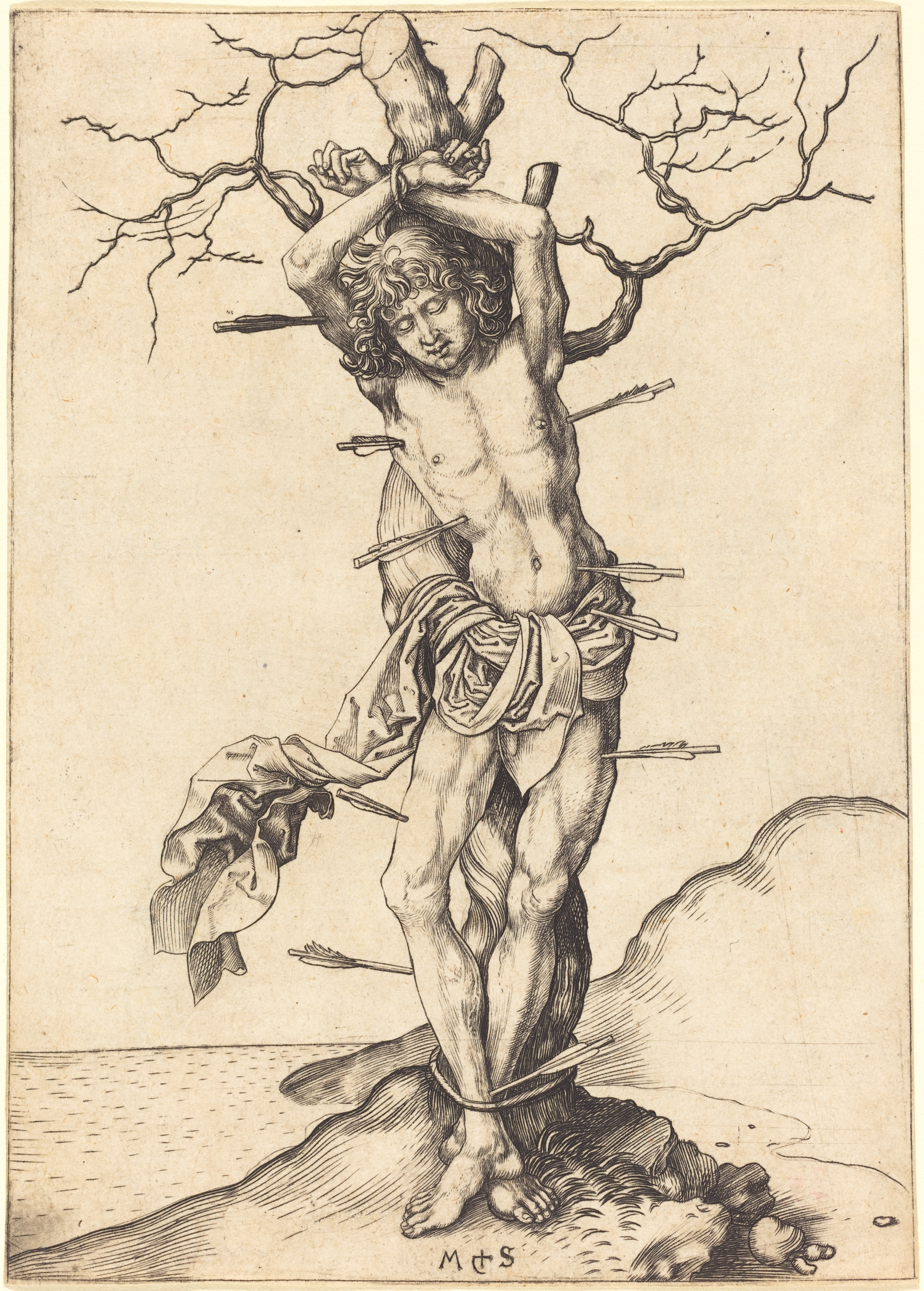
Martin Schongauer, Saint Sébastien, v. 1480-1490.